# Campanula rhomboidalis
Campanula rhomboidalis är en klockväxtart som beskrevs av Carl von Linné. Campanula rhomboidalis ingår i släktet blåklockor, och familjen klockväxter. Inga underarter finns listade i Catalogue of Life.

## Bildgalleri

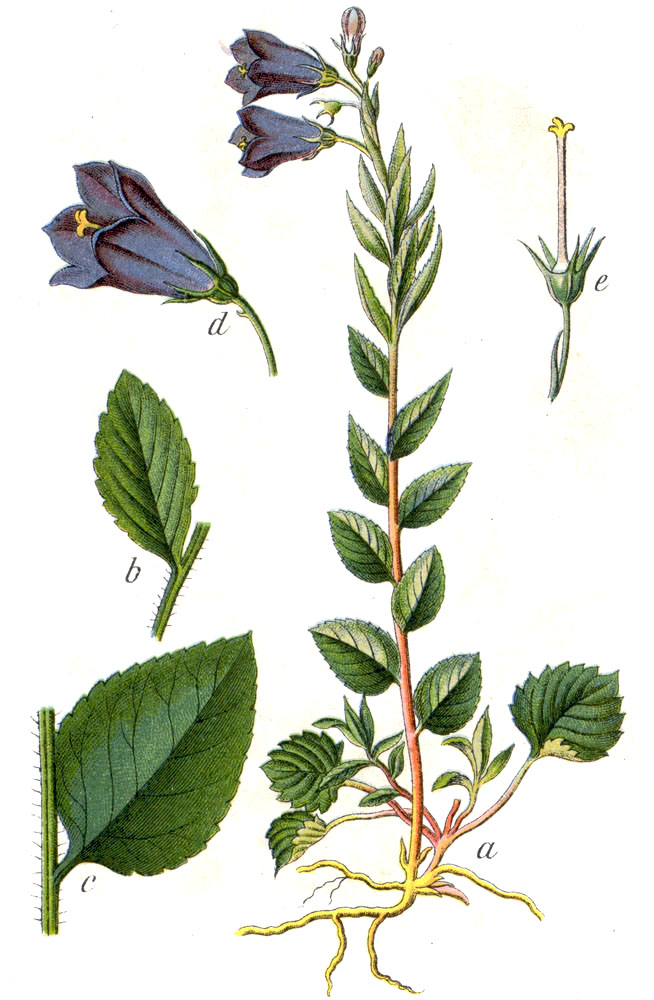
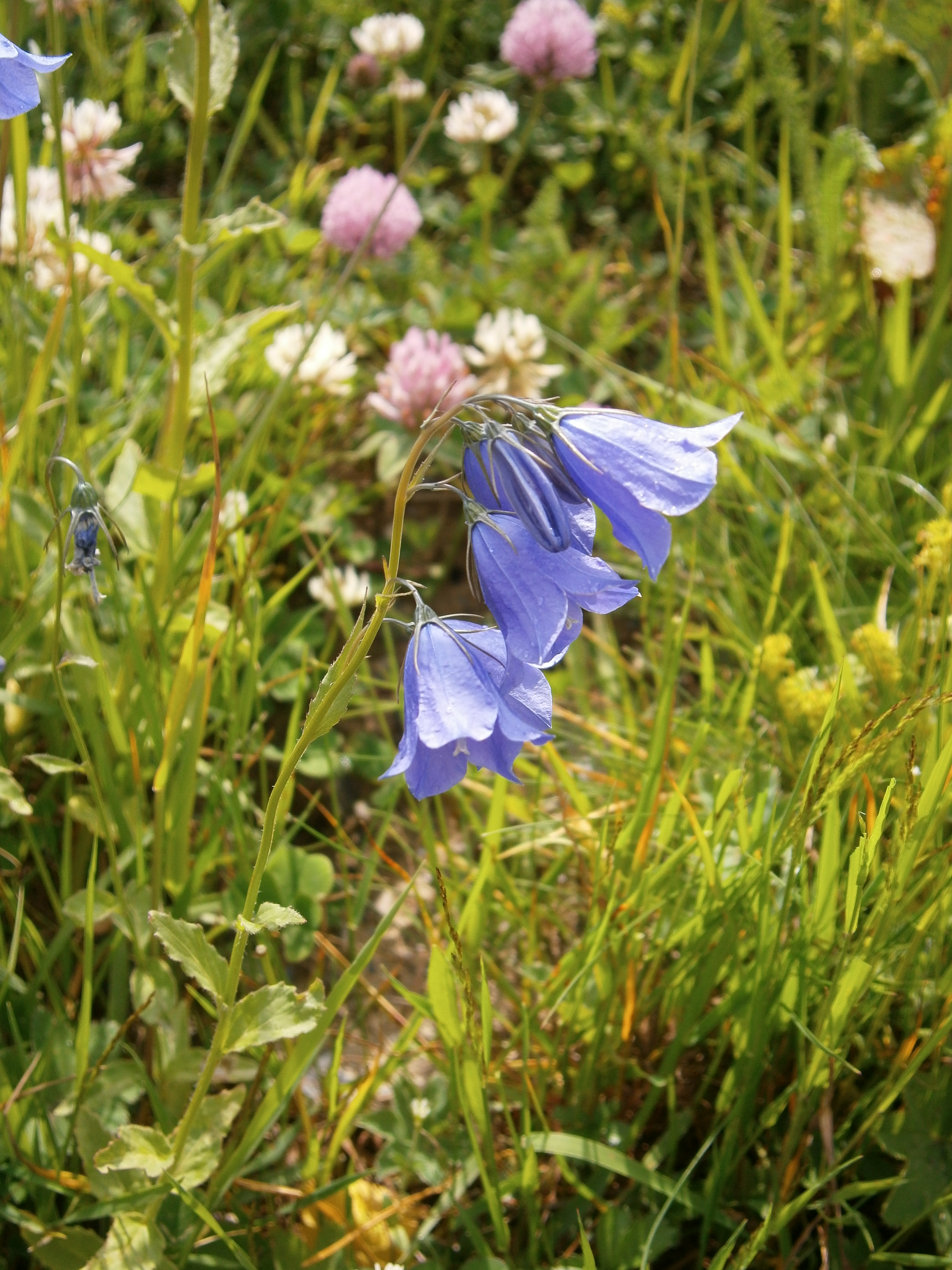